# 美咲町営野球場

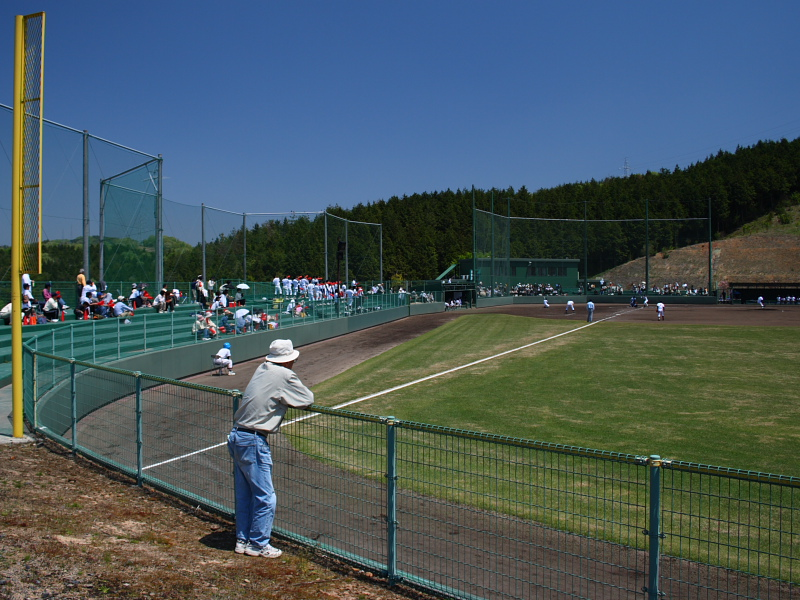
外野側から

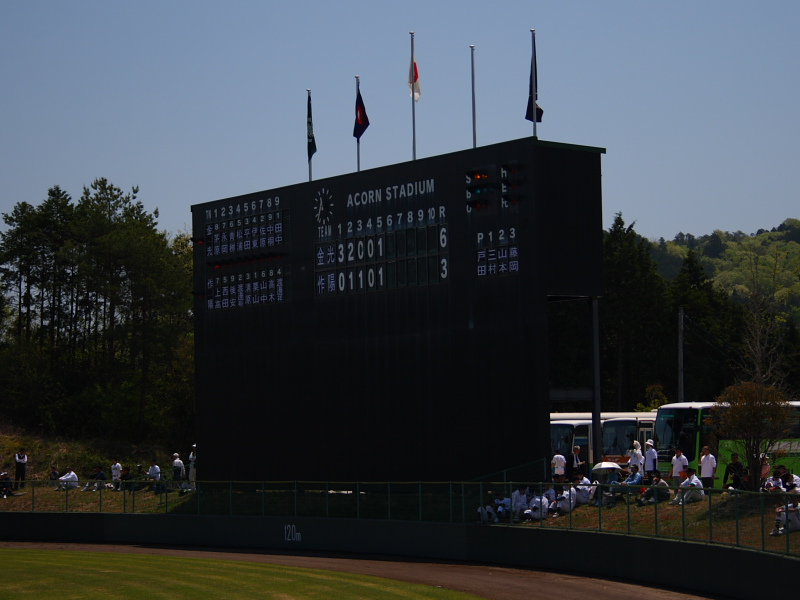
スコアボード

美咲町営野球場（みさきちょうえいやきゅうじょう）は、岡山県久米郡美咲町のエイコンパーク内にある野球場。愛称エイコンスタジアム。美咲町が運営管理を行っているが、メンテナンス業務の一部はNPO法人フレンズ美咲に委託されている。

## 概要
1999年、岡山県久米郡柵原町で整備が進められていた公園「エイコンパーク」内にエイコンスタジアム柵原町営野球場として開場した。公園全体の愛称として付与されている「エイコン」はドングリに因んだもの。これは柵原町の木である樫になぞらえ、「ドングリの小さな実のように、大きく逞しく育つように」という思いから命名されたもの。開場時から、同町に本拠を置く社会人野球のクラブチーム・柵原クラブが練習場等として使用している。
2005年3月22日、柵原町が中央町、旭町と新設合併し「美咲町」となったのに伴い、現名称に改称した。
また、2006年からは高校野球公式戦が開催されるようになった。これは倉敷市の倉敷市営球場での試合では、応援などの騒音に対して周辺住民から苦情が寄せられていたことから、代替策として開催球場となったものである。これに合わせて同年春、町はスタンドの一部を増築し、収容人員は開場当初の2,000人から2,500人に増強された。（2007年から、倉敷市営球場の大会使用は再開されている。）
開場当初からメンテナンスが行き届いており、フィールド状態は県内外で評価が高い。

## 施設概要
- 両翼：95m、中堅：120m
- 内野：クレー舗装、外野：天然芝
- 照明設備：なし
- 収容人数：内野2500人、外野芝生席
- スコアボード：簡易フリーボード型発光ダイオード電光掲示板
- スコアボード情報：選手名打順表示、及び得点イニング表示可能
- 内野にBSO表示盤あり

## 交通
- 柵原星のふる里バスバス停から徒歩約5分
- 中鉄北部バスバス停から徒歩約10分
- 西日本旅客鉄道 JR津山駅から車で約30分、JR亀甲駅から車で20分
- 中国自動車道 津山ICから車で約25分